# Sørfjorden (Gildeskål)
 For alternative betydninger, se Sørfjorden. (Se også artikler, som begynder med Sørfjorden)
Sørfjorden er en fjord i Gildeskål kommune i Nordland fylke i Norge. Fjorden er 8,5 kilometer lang og har indløb mellem Forstranda i vest og Hjellstad i øst, og går mod sydvest til Oterstranda i fjordbunden. Omtrent midtvejs inde i fjorden ligger bygden Sørfinnset på østsiden. Bygden ligger yderst på et næs som skiller Sørfjorden og bugten Alten.
Fylkesvej 17 går langs sydsiden af fjorden. Ved Valle går riksvej 17 østover mod Sundsfjord, mens riksvej 838 fortsætter nordover langs østsiden af fjorden mod Inndyr.